# Аркену
Структури Аркену (також відомі як кратери Аркену) являють собою пару помітних кільцевих геологічних структур. Ці структури мають 10,3 км і 6,8 км у діаметрі і лежать приблизно за 70 км на захід від гори Джебель Аркану на східній околиці басейну аль-Куфра, що в пустелі Сахара, в південно-східній частині Лівії.
Обидва об'єкти класифікували як кратери подвійної ударної дії. Польові дослідження д-ра П. Пейллау, д-ра А. Розенквіст та інших виявили наявність ударної брекчії на дні цих структур, конусів розтріскування, спрямованих до центру кратерів, і мікроскопічних структур плоскої деформації (PDF), що містяться у кварцових зернах пісковику. На основі цих повідомлень та інших спостережень припустили, що обидві структури є метеоритними кратерами, які утворилися одночасно внаслідок подвійної ударної події менш ніж 140 мільйонів років тому (юрський період або раніше).
Однак, у результаті недавніх досліджень структури Аркену були видалені і нині не вказані в Базі даних ударних структур Землі.